# سليم كلاس
سليم كلاس (13 نوفمبر 1936 -2 ديسمبر 2013)، ممثل سوري ومن الفنانين المؤسسين للدراما السورية. ولد في دمشق، بدأ التمثيل عام 1970.
وقدّم خلال مسيرته العديد من الأعمال الفنية الهامة، بعد أن بدأ حياته كمذيع في برامج إذاعية وتلفزيونية.

## مسيرته
تخرّج الفنان سليم كلاس من كلية التجارة في جامعة دمشق عام 1970، ونال شهادة في الاقتصاد. عقب تخرّجه، خاض مجالات مهنية متنوعة، حيث عمل في التجارة، ومارس النجارة والحدادة، بالإضافة إلى عمله موظفًا في أحد البنوك.
انطلقت رحلته الفنية في سبعينيات القرن الماضي بعد حصوله على شهادته الجامعية في التجارة، فبدأ كمذيع في عدد من البرامج، غير أن شغفه بالتمثيل دفعه نحو المشاركة في العديد من المسلسلات، مثل: حارة القصر، حد السيف، طقوس الحب والكراهية، باب الحارة. كما شارك في عدة أفلام مصرية من أبرزها: ناجي العلي، شورت وفانلة وكاب، ولاد العم.
امتدت المسيرة الفنية لسليم كلاس لأكثر من ثلاثين عامًا، وضمّت نحو 150 عملًا متنوعًا بين التلفزيون، والسينما، والمسرح، والإذاعة.

## أعماله
كان لكلاس بصمته الواضحة في التلفزيون السوري والعربي، ودرج على أداء الأدوار التقليدية للرجل الشرقي وأحيانا كثيرة دور التاجر السوري المعروف بـ«شطارته» التجارية، فضلا عن أدوار الرجل المزواج واشتهر خاصة بتقديمه البارع لشخصيّة «الحلاق» في أعمال البيئة الشامية، مثل «الخوالي» و«ليالي الصالحية»، و«أيام شامية»، رجال العز وشارك في مجموعة كبيرة جدا من الأعمال المسرحية والسينمائية والتلفزيونية كما شارك في عدد من الأعمال العربية وقام بأدوار في أفلام مصرية بينها «شورت وفانيلا وكاب» مع أحمد السقا، و«أولاد العم» مع كريم عبد العزيز وشريف منير، وقدم في بداياته أفلاما مهمة مثل «هاوي مشاكل» و«ليل ورجال».

### من المسلسلات
- غفلة الأيام 2008
- جواهر
- مرايا
- حارة القصر
- أبجد هوز
- البناء 22
- العروس
- جدار الزمان
- حرب السنوات الاربع
- حد السيف
- طقوس الحب والكراهية
- جلد الأفعى
- النصية
- رقصة الحباري بدور (المحامي يوسف)
- حمام القيشاني بدور (عبدو الزيات)
- أيام شامية بدور (الحلاق ديبو)
- ليالي الصالحية بدور (أبو أحمد الحلاق)
- حاجز الصمت
- بيت جدي
- باب الحارة 1 2 3 4 5
- ابن الأرندلي
- عش الدبور
- رجال العز
- طاحون الشر
- حارة المشرفة
- قمر شام
- حارة الياقوت
- مسلسل ومضات من تاريخنا
- الخوالي بدور ( الحلاق أبو حسني )
- الخبز الحرام
- زمن البرغوت
- ورده لخريف العمر
- أولاد القيمرية
- الدبور، الجزء الأول والثاني
- فرقة ناجي عطا الله
- قتل الربيع
- أبو المفهومية بدور (أبو ياسمين)
- اختفاء رجل بدور (رئيس الأمن الجنائي)
- إخوة التراب الجزء الثاني
- يوميات مدير عام الجزء الثاني
- مسلسل الحور العين -2004
- مسلسل مرايا
- الرحيل إلى الوجه الآخر

### من مسرحيات
- تاجر البندقية
- مكبث
- الاعترافات الكاذبة

### من الأفلام
- ليل الرجال
- ناجي العلي
- شورت وفانلة وكاب
- ولاد العم
- عودة حميدو
- زواج على الطريقة المحلية
- غراميات خاصة
- عشاق على الطريق
- شاطئ الحب

## وفاته
توفي الفنان السوري سليم كلاس في صباح 2 ديسمبر 2013 إثر أزمة قلبية ألمت به في العاصمة السورية دمشق.

## روابط خارجية
- سليم كلاس على موقع IMDb (الإنجليزية)
- سليم كلاس على موقع قاعدة بيانات الأفلام العربية